# Tahkona
Tahkona – okręt pomocniczy budowy rosyjskiej z okresu I wojny światowej. Pływał pod banderami Rosji, Niemiec, Estonii i ZSSR. Dwukrotnie zatonął na minie, ostatni raz w 1941 roku.

## Budowa i konstrukcja
Jednostka zbudowana została w Helsinkach, w stoczni Cricton. Jej wyporność wynosiła 35 ton, przy maksymalnym obciążeniu wzrastała do 50. Całkowita długość to 19,5 metra a szerokość 3,6 metra, na linii wodnej wymiary te wynosiły odpowiednio 17,6 i 3,2 metra. Zanurzenie jednostki osiągało 1,7 metra. 
Okręt napędzany był przez sprzężoną maszynę parową o dwóch cylindrach, z jednym kotłem. Rozwijała ona moc 150 KM. Okręt mógł osiągnąć prędkość 11 węzłów. Zapas 3 ton węgla pozwalał jednostce na pokonanie 240 mil morskich przy prędkości 10 węzłów.
Jednostka nie była uzbrojona, posiadała jednak wyposażenie dla jednego działa kalibru 47 mm.
Załoga składała się z 7 osób w czasie pokoju. Wojenny etat wzrastał do 10 załogantów. W jej skład wchodził jeden oficer.

## Służba
Jednostka służyła (pod nieznaną nazwą) w Imperium Rosyjskim jako dozorowiec. 
W czasie I wojny światowej został przejęty przez Niemców. Miało to się stać 22 lutego 1918 roku w Tallinnie, co jednak kłóci się z faktem, że Niemcy wkroczyli do miasta dopiero 25 lutego. Okręt został włączony do służby w Kaiserliche Marine jako KM-4. Został stracony 16 października 1918 roku. Zatonął w zalewie Matsalu, przy ujściu Kasari, w wyniku wejścia na minę.
Okręt został podniesiony z dna przez Estończyków w czerwcu 1919 roku. Po trzech miesiącach wszedł w skład Eesti merejõud jako trałowiec. 
Głównym zadaniem estońskiej marynarki w latach powojennych było oczyszczenie szlaków komunikacyjnych z min postawionych przez okręty niemieckie i rosyjskie. W tym celu 15 marca 1919 roku powołano do życia Traalerite Divisjon. Do 1922 roku udało się oczyścić z  633 min morskich obszar o powierzchni 1679 mil kwadratowych, co zadowoliło dowództwo marynarki . Okręt uczestniczył z przerwami w pracach dywizjonu – latach 1920–1921 przeszedł modernizację, po której zaklasyfikowano go jako tender floty.
W 1924 roku Estonia otrzymała informacje o polach minowych postawionych na większych głębokościach, postawionych w czasie wojny w celu zwalczania okrętów podwodnych. Powstała w związku z tym potrzeba wykonania trałów na głębokościach 19 i 27 metrów. Okręty przeznaczone do zwalczania min zostały połączone w tymczasowy zespół Traalerite Salkkond 2 lipca 1924 roku. Dowodził nim komandor porucznik Joosep Pruun, a stanowiska oficerskie na okrętach podlegały ciągłej rotacji, aby zapewnić doświadczenie bojowe kadetom szkoły morskiej . 
Pierwsze trałowanie odbyło się na północ od Kakumäe (dzielnica Tallinna), następnie okręty oczyściły z min wody kolejna na północnym zachodzie i południowym wschodzie wyspy Naissaar. W trakcie akcji wyłowiono 196 min morskich, zaś 36 eksplodowało. Jesienią Estończycy uzyskali informację, iż w wodach na północny zachód od Naissaar miny były stawiane również na głębokościach poniżej 27 metrów. Rankiem 14 listopada 1924 roku w celu odnalezienia min wyszedł zespół w składzie „Meeme”, „Mardus” i „Tahkona”. „Meeme” i „Mardus” rozpoczęły trał na głębokości 48,7 metra, został on jednak przerwany o 15:10 w wyniku wybuchu. Eksplozja miała miejsce około 15 stóp (między 4 a 5 metrów) pod rufą „Meeme”. Spowodowała ona znaczne uszkodzenia, część załogi została wyrzucona za burtę. Pozostałe okręty rozpoczęły akcję ratunkową, z wody wyciągnięto 11 ludzi, zaś 9 zabrano z pokładu. „Mardus” przybrał kurs na Tallinn, aby odwieźć rannych, zaś „Tahkona” przystąpiła o 15:25 do holowania jednostki, której maszynownia była wówczas wypełniona wodą do wysokości 1 metra. Dowódca tendra chciał przemieścić tonący okręt na płytkie wody przy brzegu wyspy Naissaar. Holowanie odbywało się z prędkością 1,5 węzła i zakończyło się niepowodzeniem – „Meeme” zatonął o godzinie 17:30 .
Estonia została oficjalnie włączona do Związku Socjalistycznych Republik Radzieckich 6 sierpnia 1940 roku. „Tahkona” została wcielona do Floty Bałtyckiej. Zatonęła na minie tuż po ataku Niemców na ZSRR 1 lipca 1941 roku.